# Línea 722 (Interurbanos Madrid)

Esquema de dársenas del intercambiador subterráneo de Plaza de Castilla

La línea 722 de la red de autobuses interurbanos de Madrid une la terminal de autobuses del Intercambiador de Plaza de Castilla con la zona oeste de Colmenar Viejo.

## Características
Esta línea une Madrid con la zona oeste de Colmenar Viejo, con un recorrido que dura aproximadamente 40 minutos.
Es la única línea interurbana que comunica la zona suroeste del municipio, siendo cubiertas la zona céntrica y noreste por las líneas 721, 724, 725 y 726.
Siguiendo la numeración de líneas del CRTM, las líneas que circulan por el corredor 7 son aquellas que dan servicio a los municipios situados en torno a la M-607 y comienzan con un 7. Aquellas numeradas dentro de la decena 720 corresponden a aquellas que circulan por Colmenar Viejo.
La línea mantiene los mismos horarios todo el año (exceptuando las vísperas de festivo y festivos de Navidad).
Esta línea es operada por la empresa Herederos de J. Colmenarejo a través de Interbus mediante la concesión administrativa VCM-702 - Madrid - Colmenar Viejo - El Boalo - Bustarviejo (Viajeros Comunidad de Madrid) del Consorcio Regional de Transportes de Madrid.

## Horarios
| Lunes a viernes laborables              | Lunes a viernes laborables | Sábados laborables  | Sábados laborables  | Domingos y festivos | Domingos y festivos |
| Madrid > Colmenar V                     | Colmenar V > Madrid        | Madrid > Colmenar V | Colmenar V > Madrid | Madrid > Colmenar V | Colmenar V > Madrid |
| 06:30                                   | 05:40                      | 07:30               | 06:30               | 07:30               | 06:30               |
| 07:00                                   | 06:15                      | 08:30               | 07:30               | 08:30               | 07:30               |
| 07:30                                   | 06:30                      | 09:30               | 08:30               | 09:30               | 08:30               |
| 07:45                                   | 06:45                      | 10:30               | 09:30               | 10:30               | 09:30               |
| 08:05                                   | 07:00                      | 11:30               | 10:30               | 11:30               | 10:30               |
| 08:30                                   | 07:20                      | 12:30               | 11:30               | 12:30               | 11:30               |
| 09:00                                   | 07:40                      | 13:30               | 12:30               | 13:30               | 12:30               |
| 09:30                                   | 08:05                      | 14:30               | 13:30               | 14:30               | 13:30               |
| 09:45                                   | 08:30                      | 15:30               | 14:30               | 15:30               | 14:30               |
| 10:15                                   | 09:00                      | 16:30               | 15:30               | 16:30               | 15:30               |
| 11:00                                   | 09:30                      | 17:30               | 16:30               | 17:30               | 16:30               |
| 11:30                                   | 10:00                      | 18:30               | 17:30               | 18:30               | 17:30               |
| 12:00                                   | 10:30                      | 19:30               | 18:30               | 19:30               | 18:30               |
| 12:30                                   | 11:00                      | 20:30               | 19:30               | 20:30               | 19:30               |
| 13:00                                   | 11:45                      | 21:30               | 20:30               | 21:30               | 20:30               |
| 13:30                                   | 12:15                      | 22:30               | 21:30               | 22:30               | 21:30               |
| 14:00                                   | 12:45                      | 23:30               | 22:30               |                     |                     |
| 14:30                                   | 13:15                      |                     |                     |                     |                     |
| 15:00                                   | 13:30                      |                     |                     |                     |                     |
| 15:30                                   | 14:00                      |                     |                     |                     |                     |
| 16:00                                   | 14:15                      |                     |                     |                     |                     |
| 16:30                                   | 14:30                      |                     |                     |                     |                     |
| 17:00                                   | 15:00                      |                     |                     |                     |                     |
| 17:30                                   | 15:30                      |                     |                     |                     |                     |
| 18:00                                   | 16:00                      |                     |                     |                     |                     |
| 18:30                                   | 16:30                      |                     |                     |                     |                     |
| 19:00                                   | 17:00                      |                     |                     |                     |                     |
| 19:30                                   | 17:30                      |                     |                     |                     |                     |
| 20:00                                   | 18:00                      |                     |                     |                     |                     |
| 20:30                                   | 18:30                      |                     |                     |                     |                     |
| 21:00                                   | 19:00                      |                     |                     |                     |                     |
| 21:30                                   | 19:30                      |                     |                     |                     |                     |
| 22:00                                   | 20:00                      |                     |                     |                     |                     |
| 22:30                                   | 20:30                      |                     |                     |                     |                     |
| 23:00                                   | 21:00                      |                     |                     |                     |                     |
|                                         | 21:30                      |                     |                     |                     |                     |
| 22:00                                   |                            |                     |                     |                     |                     |
| Noches de viernes y vísperas de festivo |                            |                     |                     |                     |                     |
| 23:30                                   | 22:30                      |                     |                     |                     |                     |

## Recorrido y paradas

### Sentido Colmenar Viejo (Navallar)
La línea inicia su recorrido en el intercambiador subterráneo de Plaza de Castilla, en la dársena 25, en este punto se establece correspondencia con todas las líneas de los corredores 1 y 7 con cabecera en el intercambiador de Plaza de Castilla. En la superficie efectúan parada varias líneas urbanas con las que tiene correspondencia, y a través de pasillos subterráneos enlaza con las líneas 1, 9 y 10 del Metro de Madrid.
Tras abandonar los túneles del intercambiador subterráneo, la línea sale al Paseo de la Castellana, donde tiene una primera parada frente al Hospital La Paz (subida de viajeros). A partir de aquí sale por la M-30 hasta el nudo de Manoteras y toma la M-607.
La línea circula por la M-607 realizando diversas paradas en la vía de servicio, notablemente en la zona de Cantoblanco, la Universidad Autónoma de Madrid y la base militar de El Goloso. Continúa por dicha carretera bordeando Tres Cantos realizando algunas paradas en la periferia, antes de continuar hacia Colmenar Viejo. Toma la salida 29 hacia dicho municipio, entrando por la Avenida de la Libertad.
Se desvía hacia el sur circulando por el Paseo de la Ermita de Santa Ana y el Paseo de la Magdalena bordeando el casco antiguo de Colmenar Viejo. Se adentra en el centro del pueblo a través del Paseo del Redondillo, la Avenida de los Poetas y la Calle del Molino de Viento. Continúa por la Calle del Corazón de María y tras atravesar la Rotonda de los Músicos circula por la Avenida de Andalucía.
Desde aquí se desvía hacia el sur una vez más por la Calle de Cádiz hasta finalizar en intersección de la Avenida de Adolfo Suárez entre las calles de Clara Campoamor y Manuel Álvarez Bartolomé junto a la Rotonda de la Armada Española.
| Código | Zona | Localidad      | Denominación                                                   | Ubicación                           | Líneas de la parada                                                   | Metro / Cercanías |
| ------ | ---- | -------------- | -------------------------------------------------------------- | ----------------------------------- | --------------------------------------------------------------------- | ----------------- |
| 17472S |      | Madrid         | Intercambiador de Plaza de Castilla - Dársena 28               | Avenida de Asturias Nº2             | 721 722                                                               | Plaza de Castilla |
| 3252   |      | Madrid         | Paseo de la Castellana Nº292 - Hospital La Paz                 | Paseo de la Castellana Nº292        | 173 174 175 176 178 712 713 716 717 721 722 724 725 726 876 N701 N702 | Begoña            |
| 3670   |      | Madrid         | Carretera de Colmenar - Hospital Ramón y Cajal                 | M-607 km. 8,4                       | 175 178 712 713 714 716 717 721 722 724 725 726 876 N701 N702         | Ramón y Cajal     |
| 06563  |      | Madrid         | Carretera de Colmenar Viejo - Academia de Artillería           | M-607 km. 11,7                      | 712 713 716 717 721 722 724 725 726 N701 N702                         |                   |
| 06565  |      | Madrid         | Carretera M-607 - Residencia de Ancianos                       | M-607 km. 13                        | 712 713 714 716 717 721 722 724 725 726 N701 N702                     |                   |
| 06566  |      | Madrid         | Carretera M-607 - Ciudad Escolar                               | M-607 km. 13,4                      | 712 713 716 717 721 722 724 725 726 N701 N702                         |                   |
| 06567  |      | Madrid         | Carretera M-607 - Hospital Psiquiátrico                        | M-607 km. 13,8                      | 712 713 716 717 721 722 724 725 726 N701 N702                         |                   |
| 06568  |      | Madrid         | Carretera M-607 - Hospital Cantoblanco                         | M-607 km. 14,5                      | 712 713 716 717 721 722 724 725 726 N701 N702                         |                   |
| 06569  |      | Madrid         | Carretera M-607 - Universidad Autónoma                         | M-607 km. 14,9                      | 712 713 716 717 721 722 724 725 726 876 N701 N702                     | Cantoblanco       |
| 06570  |      | Madrid         | Carretera M-607 - Cruce Carretera de Alcobendas                | M-607 km. 16                        | 712 713 716 717 721 722 724 725 726 N701 N702                         |                   |
| 06571  |      | Madrid         | Carretera M-607 - El Goloso                                    | M-607 km. 16,8                      | 712 713 716 717 721 722 724 725 726 827 N701 N702                     | El Goloso         |
| 06572  |      | Madrid         | Carretera M-607 - Las Jarrillas                                | M-607 km. 18,7                      | 712 713 716 717 721 722 724 725 726 827 N701 N702                     |                   |
| 06573  |      | Madrid         | Carretera M-607 - Cementerio La Paz                            | M-607 km. 19,4                      | 712 713 716 717 721 722 724 725 726 827 N701 N702                     |                   |
| 08396  |      | Tres Cantos    | Carretera M-607 - Puente Sur                                   | M-607 km. 20,3                      | 721 722 724 725 726 876 N702                                          |                   |
| 06645  |      | Tres Cantos    | Carretera M-607 - Colegio Pinosierra                           | M-607 km. 20,8                      | 721 722 724 725 726 N702                                              |                   |
| 20682  |      | Tres Cantos    | Carretera M-607 - Estación de Tres Cantos                      | M-607 km. 21,9                      | 721 722 724 725 726 876 N702                                          | Tres Cantos       |
| 06581  |      | Colmenar Viejo | Carretera M-607 - Depuradora                                   | M-607 km. 28,5                      | 721 722 723 724 725 726 N702                                          |                   |
| 11337  |      | Colmenar Viejo | Paseo de la Ermita de Santa Ana - Centro Comercial El Ventanal | Paseo de la Ermita de Santa Ana Nº4 | 720 722 728                                                           |                   |
| 06600  |      | Colmenar Viejo | Paseo de la Magdalena - Ermita                                 | Paseo de la Magdalena Ana Nº20      | 720 722 723 728 1                                                     |                   |
| 11340  |      | Colmenar Viejo | Paseo de la Magdalena - Polideportivo                          | Paseo de la Magdalena Ana Nº20      | 720 722 723 1                                                         |                   |
| 11342  |      | Colmenar Viejo | Paseo del Redondillo - El Portachuelo                          | Paseo del Redondillo Nº72           | 610 722 723 727 2                                                     |                   |
| 11344  |      | Colmenar Viejo | Avenida de los Poetas - Calle de Jamaica                       | Avenida de los Poetas Nº36          | 610 722 723 727 2                                                     |                   |
| 11345  |      | Colmenar Viejo | Avenida de los Poetas - Calle del Río Genil                    | Avenida de los Poetas Nº2           | 610 722 723 727 2                                                     |                   |
| 11347  |      | Colmenar Viejo | Calle del Molino de Viento - Centro de Salud                   | Plaza de los Ríos Nº34              | 610 722 723 727 2                                                     |                   |
| 11348  |      | Colmenar Viejo | Calle del Corazón de María - Glorieta de los Músicos           | Glorieta de los Músicos Nº9         | 610 722 2                                                             |                   |
| 12309  |      | Colmenar Viejo | Avenida de Andalucía - Calle de Santa Cecilia                  | Avenida de Andalucía Nº47           | 722 2                                                                 |                   |
| 20482  |      | Colmenar Viejo | Avenida de Adolfo Suárez - Rotonda de la Armada Española       | Avenida de Adolfo Suárez Nº1        | 722                                                                   |                   |

### Sentido Madrid (Plaza de Castilla)
El recorrido en sentido Madrid es igual al de ida pero en sentido contrario excepto en determinados puntos:
- En el casco antiguo de Colmenar Viejo, circula por la Avenida del Mediterráneo en vez de la Avenida de Andalucía.

| Código | Zona | Localidad      | Denominación                                                   | Ubicación                         | Líneas de la parada                                     | Metro / Cercanías |
| ------ | ---- | -------------- | -------------------------------------------------------------- | --------------------------------- | ------------------------------------------------------- | ----------------- |
| 20482  |      | Colmenar Viejo | Avenida de Adolfo Suárez - Rotonda de la Armada Española       | Avenida de Adolfo Suárez Nº1      | 722                                                     |                   |
| 12310  |      | Colmenar Viejo | Avenida del Mediterráneo - Calle de Córdoba                    | Avenida del Mediterráneo Nº42     | 722 N702 2                                              |                   |
| 06625  |      | Colmenar Viejo | Calle de Narros del Castillo - Glorieta de los Músicos         | Calle de Narros del Castillo Nº26 | 610 722 723 727 N702 2                                  |                   |
| 06627  |      | Colmenar Viejo | Calle del Molino de Viento - Auditorio                         | Calle del Molino de Viento Nº24   | 610 722 723 727 N702 2                                  |                   |
| 11346  |      | Colmenar Viejo | Calle del Molino de Viento - Los Residenciales                 | Calle del Molino de Viento S/Nº   | 610 722 723 727 N702 2                                  |                   |
| 11343  |      | Colmenar Viejo | Avenida de los Poetas - Calle de las Lavanderas del Manzanares | Paseo del Redondillo Nº2          | 610 722 723 727 N702 2                                  |                   |
| 11341  |      | Colmenar Viejo | Paseo del Redondillo - El Portachuelo                          | Paseo del Redondillo Nº72         | 610 722 723 727 N702 2                                  |                   |
| 06598  |      | Colmenar Viejo | Paseo de la Magdalena - Polideportivo                          | Paseo de la Magdalena Ana Nº18    | 720 722 723 N702 1                                      |                   |
| 11339  |      | Colmenar Viejo | Paseo de la Magdalena - Ermita                                 | Paseo de la Magdalena Ana Nº20    | 720 722 723 728 N702 1                                  |                   |
| 12108  |      | Colmenar Viejo | Avenida de la Libertad - Centro Comercial El Ventanal          | Avenida de la Libertad Nº99       | 721 722 723 724 725 726 N702                            |                   |
| 11338  |      | Colmenar Viejo | Avenida de la Libertad - Polígono Industrial La Mina           | Calle del Pradillo Nº2            | 721 722 723 724 725 726 N702                            |                   |
| 06631  |      | Colmenar Viejo | Carretera M-607 - Depuradora                                   | M-607 km. 26,8                    | 721 722 723 724 725 726 N702                            |                   |
| 06633  |      | Tres Cantos    | Carretera M-607 - Estación de Tres Cantos                      | M-607 km. 21,8                    | 721 722 724 725 726 876N702                             | Tres Cantos       |
| 06659  |      | Tres Cantos    | Carretera M-607 - Puente Sur                                   | M-607 km. 20,3                    | 721 722 724 725 726 876N702                             |                   |
| 12875  |      | Madrid         | Carretera M-607 - Cementerio La Paz                            | M-607 km. 19,3                    | 712 713 716 717 721 722 724 725 726 827 876N701 N702    |                   |
| 09679  |      | Madrid         | Carretera M-607 - Estación de El Goloso                        | M-607 km. 17,2                    | 712 713 716 717 721 722 724 725 726 827 N701 N702       | El Goloso         |
| 06664  |      | Madrid         | Carretera M-607 - El Goloso                                    | M-607 km. 16,9                    | 712 713 716 717 721 722 724 725 726 827 N701 N702       | El Goloso         |
| 06665  |      | Madrid         | Carretera M-607 - Cruce Carretera de Alcobendas                | M-607 km. 16                      | 712 713 716 717 721 722 724 725 726 N701 N702           |                   |
| 06666  |      | Madrid         | Carretera M-607 - Universidad Autónoma                         | M-607 km. 14,9                    | 712 713 716 717 721 722 724 725 726 876N701 N702        | Cantoblanco       |
| 06669  |      | Madrid         | Carretera M-607 - Ciudad Escolar                               | M-607 km. 13,4                    | 712 713 714 716 717 721722 724 725 726 N701 N702        |                   |
| 06672  |      | Madrid         | Carretera de Colmenar - Academia de Artillería                 | M-607 km. 11,7                    | 712 713 716 717 721722724725726N701 N702                |                   |
| 06673  |      | Madrid         | Carretera de Colmenar - Gasolinera Santa Ana                   | M-607 km. 9,7                     | 712 713 714 716 717 721722724725726876N701 N702         |                   |
| 955    |      | Madrid         | Carretera de Colmenar - Hospital Ramón y Cajal                 | M-607 km. 8,3                     | 175 178 712 713 714 716 717 721722724725726876N701 N702 | Ramón y Cajal     |
| 10548  |      | Madrid         | Paseo de la Castellana - Hospital La Paz                       | Paseo de la Castellana Nº300      | 712 713 714 716 717 721722724725726815 876N701 N702     | Begoña            |
| 17472  |      | Madrid         | Intercambiador de Plaza de Castilla                            | Avenida de Asturias Nº2           | Descenso en las dársenas 8, 9 y 10.                     | Plaza de Castilla |